# Saumu
Saumu va ser rei de Mari cap a la meitat del segle xxv aC. Mari era una important ciutat de l'antiga Mesopotàmia, que controlava el comerç del curs mitjà de l'Eufrates.
Saumu és conegut especialment per una carta conservada a les Tauletes d'Ebla que Enna-Dagan va dirigir al rei d'Ebla on l'informava de l'expansió territorial que havia iniciat el regne de Mari pujant pel curs superior de l'Eufrates fins a la regió d'Emar i Hashum. Segons els estudiosos, el document parla d'una sèrie de campanyes de conquesta que van emprendre diversos reis de Mari, que havien limitat (encara que temporalment) els interessos comercials, econòmics i polítics d'Ebla. Sembla clar que Mari va exercir durant un període indeterminat una hegemonia política i econòmica sobre el curs mitjà de l'Eufrates. La carta fa referència a diversos reis de Mari: Saumu, Ishrup-Shar i Iblul-El que també era rei d'Abarsal, i que havien iniciat el període d'expansió del seu país. De Saumu, la tauleta diu que va conquerir Aburu (o Aburru) que podria ser Abarsal i la ciutat d'Ilgi, les dues al país de Belan. Va devastar el país muntanyós de Labanan, va destruir Tibalat i Ilwani i al país muntanyós d'Angai va deixar gran quantitat de ruïnes. Va arruïnar les ciutats de Raak, de Nirum, d'Ashaldu i de Badul. Va devastar la rodalia de Nakhal i un altre lloc que no es llegeix al text.
El va succeir Ishrup-Shar (o Ishrup-Ashtar).